# Orgyia anartoides
Espèce
Synonymes
- Teia anartoides Walker, 1855

Orgyia anartoides est une espèce de lépidoptères (papillons) de la famille des Erebidae et de la sous-famille des Lymantriinae.
Elle vit en Tasmanie en Australie. Elle est considérée comme nuisible dans les forêts de pins. Elle s'est implantée en Nouvelle-Zélande.

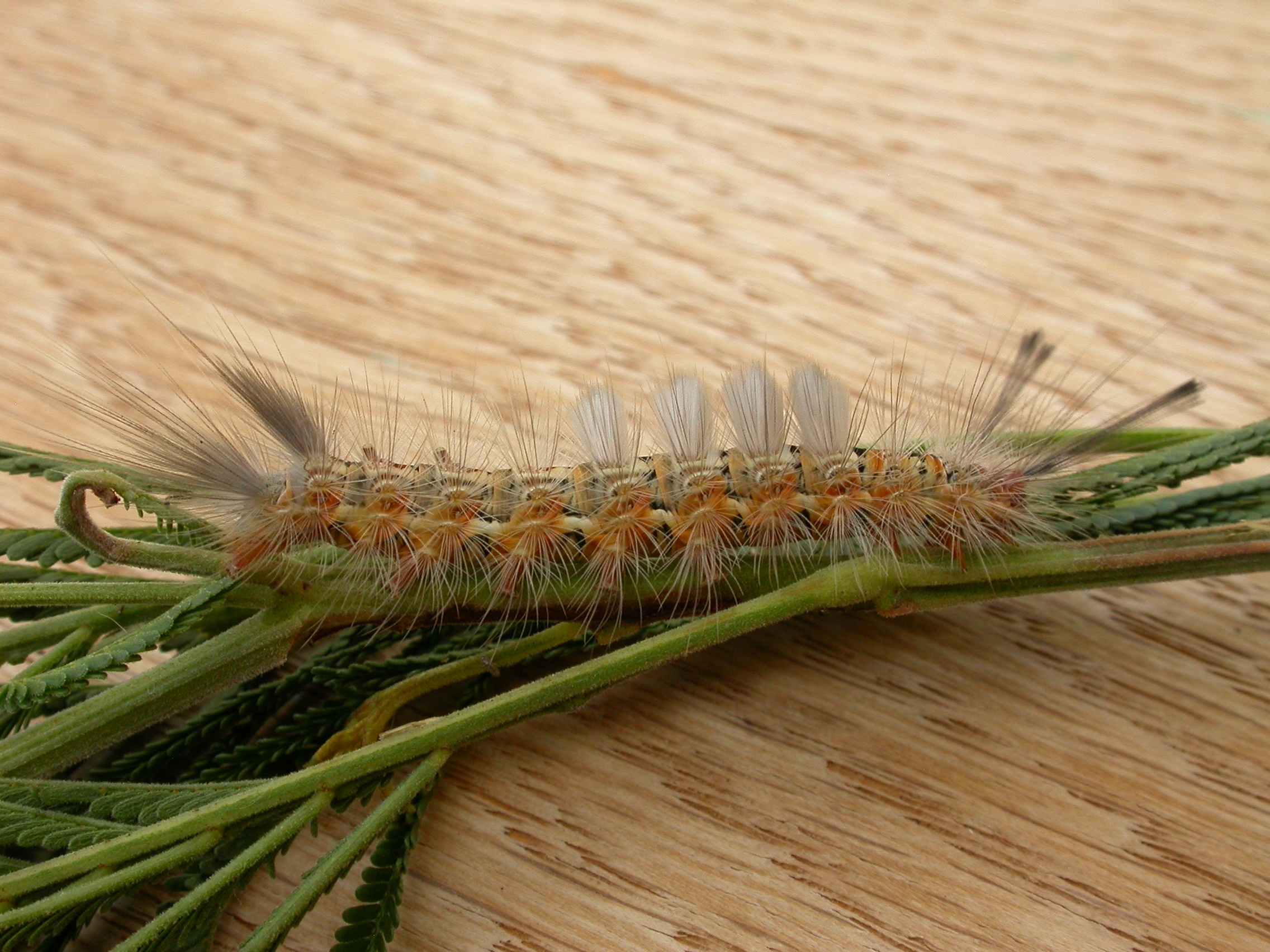
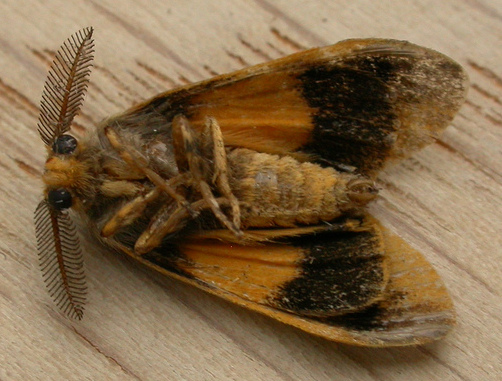
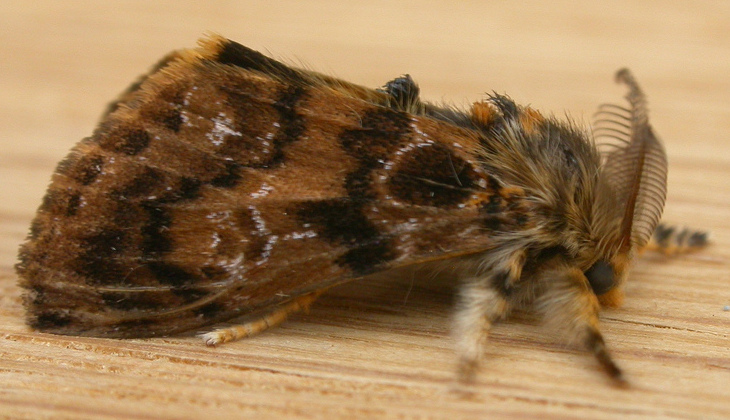